# 启迪与好奇的书信
《关于亚洲、非洲和美洲的启迪与好奇的书信：以及新近相关的传教任务和历史地理笔记……》，简称《启迪与好奇的书信》（法語：Lettres édifiantes et curieuses），代称《耶稣会士书简集》（法語：Lettres des jesuites），是18世纪出版的有关于耶稣会在欧洲以外地区传教士通讯书简的合集。其中有关中国部分被节选、翻译并出版为《耶穌會士中國書簡集 : 中國回憶錄》。耶稣会创始人在其《宗教法》中规定，耶稣会士在外方传教时必须提供其传教地区历史、地理、习俗、物产等方面的报告，因此耶稣会士往往和本国保持长期的联系，并且为了确保书信抵达国内往往会一式多份寄回，因此这些书信在出版前就在欧洲广为流传。1702年，耶稣会为了应对其在中国礼仪之争所遭受的非议，维护其在海外传教的信心，整理了部分书简编辑出版为《耶稣会某些传教士写自中国和东印度的书简》（法語：Lettres de quelques missionnaires de la Cie de Jésus écrites de la Chine et des Indes Orientale），主要讲述耶稣会传教士在东方启迪教化民众以及相关的趣闻，这本同年在巴黎一经出版便大获成功，次年出版了第2卷并改名为《启迪与好奇的书信》。此后这本书增加了中国和东印度以外的许多内容，持续出版直到1773年耶稣会解散后，这本书才在1778年出版了最后的第34卷。1780年至1781年巴黎的凯伯夫神父将34卷本按照寄出地重编为26卷，其中寄自“中国”（包括越南）的共有9卷；此后里昂的出版商又在1819年出版了14卷简本；图卢兹和巴黎另外出版有40卷本和4卷本；19世纪前半叶，法国天主教会曾出版过《耶稣会士书简选》作为天主教的通俗读物。由于明清两朝实行闭关锁国的对外政策，因此耶稣会的这一系列出版物也成为了当时欧洲人对中国为数不多的参考来源。